# Tetropiopsis numidica
Tetropiopsis numidica là một loài bọ cánh cứng trong họ Cerambycidae.